# Palmanella tigrina
Palmanella tigrina – gatunek kosarza z podrzędu Laniatores i rodziny Assamiidae. Jedyny znany przedstawiciel monotypowego rodzaju Palmanella.

## Występowanie
Gatunek jest endemiczny dla Wyspy Świętego Tomasza.